# NGC 3452
NGC 3452 is een spiraalvormig sterrenstelsel in het sterrenbeeld Beker. Het hemelobject werd in 1880 ontdekt door de Britse astronoom Andrew Ainslie Common.

## Synoniemen
- MCG -2-28-19
- PGC 32742